# Mihály Földes (scriitor)
Mihály Földes (n. 6 ianuarie 1905, Budapesta, Austro-Ungaria – d. 20 februarie 1984, Budapesta, Republica Populară Ungară) a fost un scriitor, ziarist, parlamentar și profesor universitar maghiar, dublu laureat al premiului József Attila (1950, 1954).

## Biografie
În 1923 a absolvit liceul, iar în 1924 s-a alăturat Partidului Social-Democrat din Ungaria. În perioada 1939-1944 a fost prim-secretar al organizației din Seghedin a Partidului Social-Democrat din Ungaria. Începând din 1939 a lucrat la ziarul Népszava. În 1945 a devenit membru al Partidului Comunist Ungar. A lucrat apoi în redacția mai multor publicații: Szabadság și Szabad Nép (1945-1947), Falu és Város (1949-1950) și Magyarország (din 1957). În perioada 1947-1953 a fost membru al Adunării Parlamentare (1947-1949: ca reprezentat al PCU, 1949-1953: reprezentant al Frontului Popular Independent Maghiar). Între 1948 și 1949 a studiat la o școală de partid și a devenit profesor la Academia Tehnico-Economică. Între 1961 și 1967 a fost redactor la Serviciul Central de Presă. În 1967 s-a pensionat.

## Lucrări
- Zenél a tenger (versuri, 1930)
- Élhet-e Európa egyedül? (1941)
- Pillanatképek az újpesti partizánharcokról (reportaj, 1945)
- Mélyszántás. Falusi életkép (piesă de teatru, 1951)
- Hajnal Pákozdon (piesă de teatru, 1952; roman, 1968)
- A területfelelős (roman, 1953)
- Három kiáltás (povestiri, 1955)
- Az újpesti partizánok (roman, 1955)
- Kétévi mátkaság (piesă de teatru, 1956)
- Honvágy (piesă de teatru, 1959)
- Felszáll a köd (roman, 1959)
- Viharos tavasz (roman, 1963)
- Veszélyes élet (roman, 1965)
- Fekete front (roman, 1967)
- Nyugtalan nyár (roman documentar, 1968)
- A parancs (roman, 1969)
- A Tűztorony új fiai (roman, 1970)
- Metszetek és dimenziók (roman, 1970)
- A bíboros tolvajai (roman documentar, 1971)
- Virradat a város peremén (roman documentar, 1975)
- A szökevény (roman, 1976)
- Az északi kapu (roman istoric, 1979)

## Premii și decorații
- Premiul Attila József (1950, 1954)
- Eroul al Muncii Socialiste (1955)
- Meritul Muncii (1965, 1970)
- Ordinul Patriei Socialiste (1967)
- Medalia Jubileul Eliberării (1970)
- Medalia Steagul Roșu al Muncii (1976)

## Legături externe
- Életrajza az Országgyűlési almanach-ban Arhivat în 19 august 2016, la Wayback Machine.
- Történelmi tár

1. ↑   https://epa.oszk.hu/00000/00003/00030/nevmutato.html Lipsește sau este vid: |title= (ajutor)
2. ↑   https://epa.oszk.hu/00000/00003/00030/adattar.html Lipsește sau este vid: |title= (ajutor)
3. 1 2 3 4 5  Hungarian National Namespace, accesat în 27 decembrie 2022